# Burkholderia pseudomallei
Burkholderia pseudomallei ist ein gramnegatives, bipolares, aerobes, bewegliches, stäbchenförmiges Bakterium.
Es ist wie Burkholderia mallei eine pathogene Burkholderia-Art und verursacht die Melioidose des Menschen.
B. pseudomallei steht ebenso wie B. mallei auf der Liste für potenzielle Biowaffen-Agenzien.

## Taxonomie
Seit seiner Entdeckung wurde der Erreger in zahlreiche systematische Gruppen eingeordnet: Bacillus, Corynebacterium, Mycobacterium, Peifferella, Loefflerella, Malleomyces, Actinobacillus, Pseudomonas. Der Gattung Burkholderia wird das Bakterium erst seit Anfang der 90er Jahre zugeordnet. Nach dem Erstbeschreiber werden die Erreger auch als Whitmor-Bakterien bezeichnet.

## Kennzeichen
B. pseudomallei ist 5 μm lang und 0,4 bis 0,8 μm im Durchmesser und kann sich durch Flagellen fortbewegen.  Die Bakterien können in verschiedenen Nährmedien wachsen, besonders aber in jenen, die Betain und Arginin enthalten. Es gibt von diesem Bakterium verschiedene Serotypen, von denen klinisch am wichtigsten Type I/ara+ und Type II/ara- sind. Sie werden im Labor durch ihre Fähigkeit unterschieden, L-Arabinose zu metabolisieren.
Das Bakterium ist in der Lage unterschiedliche extrazelluläre Produkte zu sezernieren: Rhamnolipid, Proteinasen, Lipasen und mehrere Exopolysaccharide. Es besitzt ein großes Genom von etwa 7,25 Mbp das auf zwei Chromosome (ca. 4 und ca. 3 Mbp) aufgeteilt ist.
In vitro findet das Wachstumsoptimum bei einer Temperatur von 40 °C mit einem neutralen oder leicht sauren pH-Wert statt (pH = 6,8 – 7,0). Die meisten Stämme sind zur Vergärung von Zuckern ohne Gasbildung fähig (am wichtigsten Glucose und Galactose, ältere Kulturen konnten auch Maltose und Stärke metabolisieren). Die Bakterien produzieren sowohl Exotoxine als auch Endotoxine. Die Rolle der Toxine in der Pathogenese der Melioidose ist noch nicht ganz geklärt.

## Vorkommen
Das Bakterium B. pseudomallei ist endemisch im Erdboden und Wasser sowohl in Südostasien wie auch in Nordaustralien vorkommend. Die klinisch wichtigsten Serovare Type I/ara+ und Type II/ara- entsprechen jeweils den oben erwähnten geographischen Gebieten, unterscheiden sich kaum in ihrer Pathogenität.
Im Herbst 2014 entwich das potentiell tödliche Bakterium aus dem US-amerikanischen Hochsicherheitslabor Tulane National Primate Research Center im Bundesstaat Louisiana. Dabei seien laut Medienberichten vier Rhesusaffen in Käfigen im Außenbereich und eine Wissenschaftlerin erkrankt, wobei nicht ausgeschlossen werden kann, dass sich die Wissenschaftlerin andernorts angesteckt habe.
Ein vier Personen umfassender Ausbruch in den USA ereignete sich im Sommer 2021, bei dem eine infizierte Person im Juli 2021 verstarb. Als Ursprung aller vier Infektionen wurde ein aromatisiertes Raumspray identifiziert. Das entsprechende Produkt samt verwandter Produkte wurde zurückgerufen, die Untersuchungen dauern im November 2021 noch an.

## Desinfektion
B. pseudomallei ist empfindlich gegen zahlreiche Desinfektionsmittel, inklusive Benzalkoniumchlorid, Iodid, Bleichlorid, Kaliumpermanganat, 1%iges Natriumhypochlorit, 70%iges Ethanol, 2%iges Glutaraldehyd und weniger wirksame Phenole. Die Mikroorganismen werden auch durch Temperaturen über 74 °C für 10 min oder UV-Bestrahlung abgetötet.

## Medizinische Bedeutung
B. pseudomallei wird durch Inhalation, Ingestion oder Inokulation in Wunden (so wie beispielsweise bei der Tsunami-Katastrophe 2004) übertragen und verursacht beim Menschen die Melioidose. Es gibt verschiedene Formen dieser Erkrankung. Eine B. pseudomallei-Sepsis besitzt eine Mortalitätsrate von 80 %, wenn sie unbehandelt bleibt. Die Bestimmung von B. pseudomallei im Labor kann sehr schwierig sein, insbesondere in der westlichen Hemisphäre, wo B. pseudomallei sehr selten ist – die Schwierigkeit liegt also vor allem darin begründet, dass ein solcher Erreger mitbedacht werden muss.
Die unkompliziert mögliche Kultivierung der Keime gepaart mit den bedeutendsten Symptomen der Melioidose-Infektion, lässt B. pseudomallei und die nah Verwandte B. mallei als potentielle Biowaffen-Agenzien erscheinen. Neben anderen Erregern wird Burkholderia in diesem Zusammenhang als Klasse B-Kandidat geführt. Dies entspricht einer erhöhten Gefährlichkeit, die jedoch unterhalb derer von Anthrax oder der Pest eingeordnet wird. Dies ist einer der Gründe, warum Burkholderia mallei und pseudomallei intensiv beforscht werden.

## Therapie
Zur Therapie einer Infektion mit Burkholderia pseudomallei werden Antibiotika wie Meropenem, Ceftazidim, Cotrimoxazol sowie zusätzlich bzw. alternativ Doxycyclin und Amoxicillin-Clavulansäure eingesetzt. Die Keime weisen Unempfindlichkeit gegenüber Penicillin, Ampicillin, Erst- und Zweitgenerationscephalosporinen, Streptomycin, Tobramycin, Macroliden und Polymyxinen auf. Es scheint in Teilen Südostasiens Stämme zu geben, die als empfindlich für Gentamicin ausgerichtet werden.